# Лесные качели
«Лесные качели» — советский художественный фильм, снятый режиссёром Михаилом Пташуком по сценарию Инги Петкевич на киностудии «Беларусьфильм» в 1975 году.

## Сюжет
В пионерский лагерь, в середине второй смены, назначен новый начальник Егоров. Он — бывший военный лётчик, до войны учившийся в пединституте, старается вникнуть в проблемы ребят, уставших от формального подхода к своей жизни со стороны воспитателей. Наиболее консервативна в своих педагогических взглядах старшая пионервожатая Таисия Семёновна, которая остро реагирует на случайно открывшуюся тайную любовную переписку пятнадцатилетних подростков.

## В ролях
- Олег Ефремов — Егоров
- Нинель Мышкова — Таисия Семёновна
- Марина Матвеенко — Настя
- Борис Лазарев — Лёша Зуев
- Анна Каменкова — Светлана
- Станислав Франио — Стас

## Съёмочная группа
- Автор сценария: Инга Петкевич
- Режиссёр: Михаил Пташук
- Оператор: Юрий Марухин
- Художники: Евгений Игнатьев, Валерий Назаров
- Композитор: Станислав Пожлаков
- Текст песен: Глеб Горбовский

## Отзывы
Е. Бондарева отметила, что фильм не стал цельным и значимым произведением, потому что не был чётко обозначен и разработан конфликт, а также отсутствовала у режиссёра строгая концепция темы. В отзыве на фильм в советской газете «Знамя юности» отмечалась стереотипность образов подростков и воспитателей.
Отмечалось, что основная мысль фильма вторична и изложена без оригинальной подачи, кроме того фильм полон недостатков:

…Фильм действительно праздник для глаз. Но не для души, сердца, мозга. Основная мысль его вторична или третична и изложена без оригинальной подачи… Прежние недостатки полезли из [«Лесных качелей»]… с неожиданной силой… Немудрящая, в общем, история. Почему же она рассказана с такими многозначительными и неожиданными паузами? Почему эпизод с лошадью, забредшей на пионерскую линейку, производит впечатление кошмарного сна, сюрреалистической невнятицы? Почему монтажные стыки заставляют двух беседующих смотреть друг мимо друга? Почему на всем лежит печать ненастоящего — позы-слова, позы-поступки, позы-позы?… Да по той простой причине, что забота, как это снять, не была связана с заботой, что этим сказать…— Дёмин В. Позиция дебютанта: Заметки о молодой режиссуре // Кинопанорама. Вып. 2. М.: Искусство, 1977. С. 72.